# ドイツ改革派教会
ドイツ改革派教会（ドイツかいかくはきょうかい、英語：The Reformed Church in the United States (RCUS)）は、ドイツに起源を持つアメリカの改革派教会である。「アメリカ・ドイツ改革派教会」とも言う。

## 概要
1747年に、スイスの宗教改革者ツヴィングリを源流とするライン地方のドイツ改革教会の移民が改革派教会を設立した。1868年に憲法を改正して総会を作った。ハイデルベルク信仰問答を指標として、穏健中庸のカルヴァン主義（マイルド・カルヴィニズム）で長老制を採用した。
1878年海外伝道局を組織して、A・D・グリングとJ・P・ムーアとW・E・ホーイを日本に派遣した。元大工町（神田）教会を設立した。1886年6月に日本基督一致教会と伝道協力を行い、押川方義の東北伝道に協力した。そして、仙台神学校（現・東北学院）の設立に貢献した。
E・R・プールポーとM・オールトにより宮城女学校が設立される。D・B・シュネーダーやH・H・クックやC・ノックスなども来日して東北伝道に従事した。
1918年にはセディ・リー・ワイドナーを日本に派遣する。ワイドナーは岐阜県、愛知県、三重県に伝道を展開し、女性宣教師達による、美濃ミッションという伝道団体を組織する。1939年のワイドナーの帰国と死去後も、残された教職と信徒により活動は続けられる。1941年の日本基督教団の設立の際にも加入せずに、解散を命じた政府の迫害に耐えた。戦後1946年フィウェル宣教師の来日により美濃ミッションは再建され今日に至る。
なお、1934年に本国アメリカの団体はルター派の教会と合同して福音改革教会、現在は米国合同教会となっている。